# Qingquan, Gansu
Qingquan (kinesiska: 清泉) är en köping i nordvästra Kina. Den ligger i Shandan härad i staden Zhangye i provinsen Gansu, omkring 390 kilometer nordväst om provinshuvudstaden Lanzhou. 